# Aceria anthocoptes
Espèce
Aceria anthocoptes est une espèce d'acariens de la famille des Eriophyidae et du genre Aceria. Il provoque des galles sur les feuilles de Cirsium arvense, Cirsium vulgare et Scorzoneroides autumnalis.

## Biologie
Aceria anthocoptes vagabonde sur les feuilles qu'il parasite. Elles deviennent défigurées, aux bords plus ou moins largement enroulés vers le haut, parfois anormalement poilus ou brunis. Les capitules sont nains, le réceptacle gonflé, charnu ; les fleurons sont verdâtres.

## Répartition
C'est une espèce endémique d'Europe, présente en Autriche, en Bulgarie, en Croatie, au Danemark, en Finlande, en France métropolitaine, en Hongrie, en Italie, en Pologne, en Suède et en ex-Yougoslavie.

## Systématique
Le nom scientifique complet (avec auteur) de ce taxon est Aceria anthocoptes (Nalepa, 1892).
L'espèce a été initialement classée dans le genre Phytoptus sous le protonyme Phytoptus anthocoptes Nalepa, 1892.
Aceria anthocoptes a pour synonymes :
- Aceria leontodontis Liro, 1904
- Eriophyes leontodontis Lindroth, 1904
- Phyllocoptes leontodontis (Liro, 1904)
- Phytoptus anthocoptes Nalepa, 1892
- Vasates leontodontis (Liro, 1904)